# Rød pølse

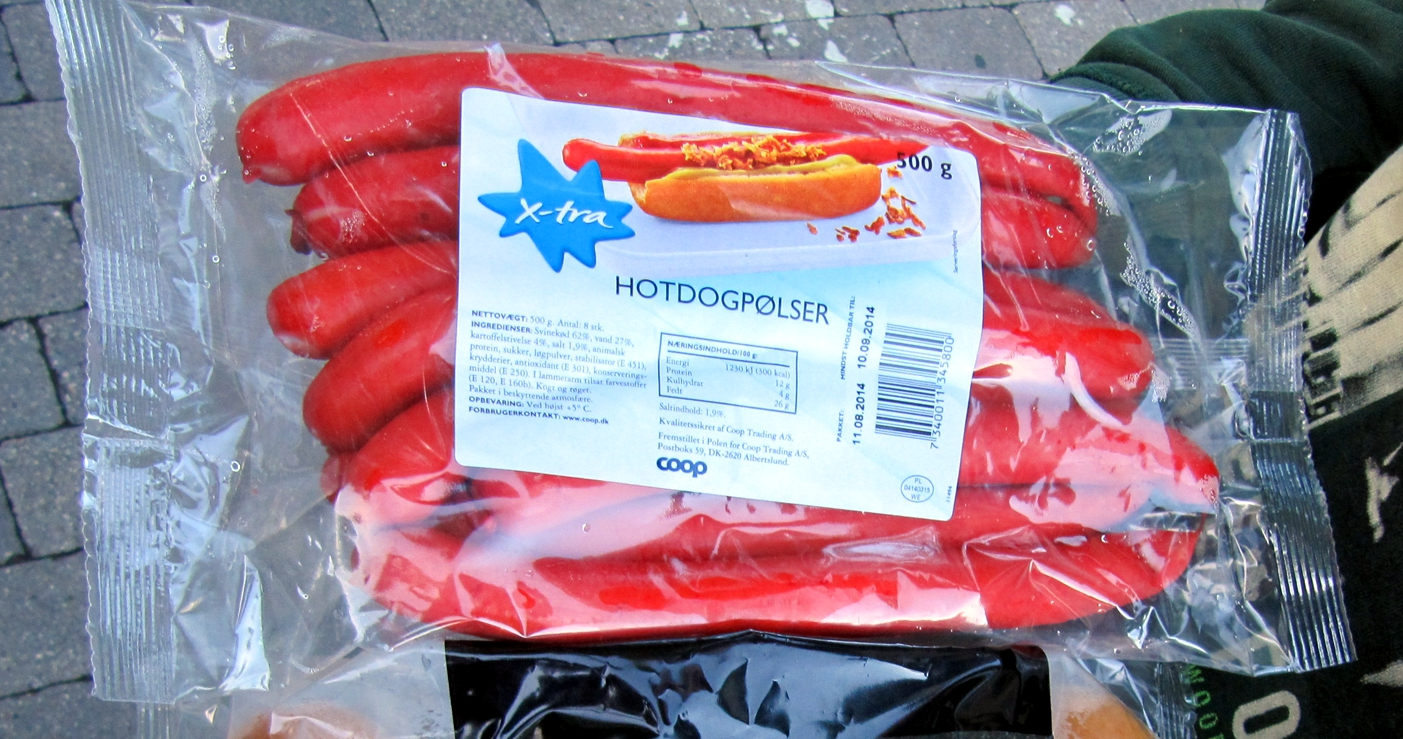
Rød pølse, här unde Coop X-tras flagg

Rød pølse, eller dansk pølse, är en fläskkorv med rött korvskinn som är typiskt för det danska köket. Den röda färgen är vanligen karmin (E120), ibland förstärkt med annatto (E160b).
Traditionen med rött korvskinn tros härstamma från 1800-talets Wien och spred sig till Danmark på 1930-talet.